# Stokłosa prosta
Stokłosa prosta (Bromus erectus Huds.) – gatunek rośliny z rodziny wiechlinowatych. Jako gatunek rodzimy występuje w Europie, południowo-zachodniej Azji i północno-zachodniej Afryce. Ponadto zawleczony do północnej Europy, wschodniej Azji i na oba kontynenty amerykańskie. W Polsce spotykany niemal w całym kraju, aczkolwiek jest bardzo rzadki w środkowej i wschodniej jego części.

## Morfologia

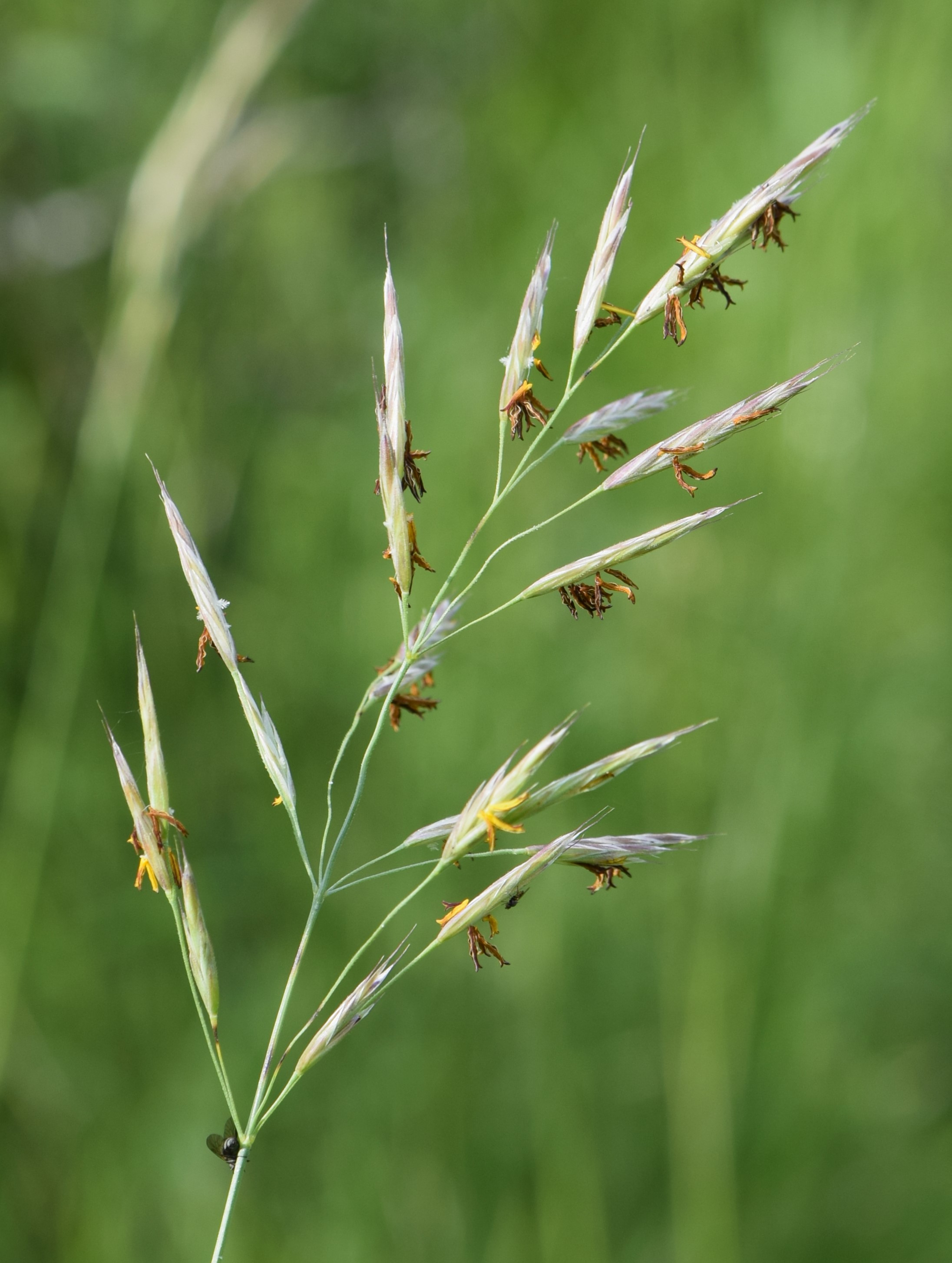
Kwiatostan

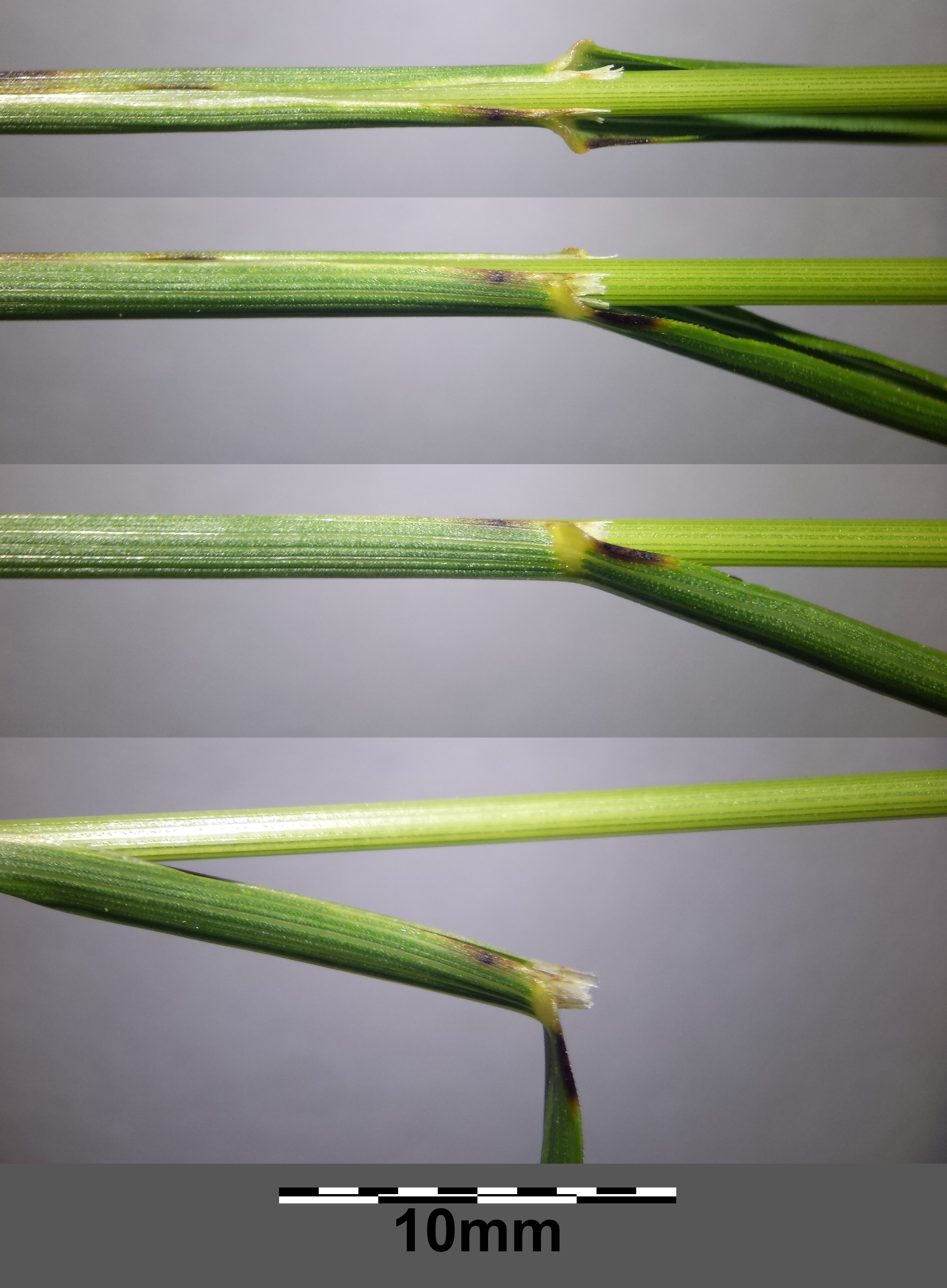
Nasada blaszki

PokrójTrawa gęstokępkowa.
ŁodygaŹdźbło od 40 do 120 cm wysokości, przeważnie nieowłosione z 3–4 kolankami.
LiścieSzerokości około 2 mm, zwijające się po wyschnięciu. Dolne liście orzęsione lub owłosione na brzegu. Języczek liściowy długości od 1 do 3 cm, ząbkowany, bez uszek.
KwiatyZebrane w równowąskolancetowate, 5–12-kwiatowe kłoski długości 2–4 cm, te z kolei zebrane we wzniesioną wiechę długości 5–12 cm. Plewa dolna jednonerwowa, górna – trójnerwowa. Plewka dolna dwuzębna, 5–7-nerwowa, długości 8–14 mm, z ością długości 4–10 mm, wyrastającą między zębami. Pylniki pomarańczowe.
OwoceZiarniaki.

## Biologia i ekologia
Bylina, hemikryptofit. Rośnie w murawach kserotermicznych. Kwitnie od czerwca do lipca. Gatunek charakterystyczny klasy Festuco-Brometea. Liczba chromosomów 2n = 28, 56, 70.